# Number 1 (Király Linda-album)
A szócikk címe technikai okok miatt pontatlan. A helyes cím: #1.
A #1 Király Linda magyar énekesnő első albuma.

## Számlista
| #   | Cím                   | Szerzők                                                 | Hossz |
| --- | --------------------- | ------------------------------------------------------- | ----- |
| 1.  | Intro                 | Simon Stewart                                           | 1:36  |
| 2.  | Use Me                | Denzel Foster, Simon Stewart                            | 3:35  |
| 3.  | Unconditional Love    | J’-Marquis                                              | 4:25  |
| 4.  | A fák is siratják     | Presser Gábor, Adamis Anna                              | 3:28  |
| 5.  | Holla                 | Mousse T., Errol Rennalls                               | 3:00  |
| 6.  | Szabadon élni         | Presser Gábor, Sztevanovity Dusán                       | 3:34  |
| 7.  | Két szív              | Presser Gábor, Sztevanovity Dusán                       | 3:59  |
| 8.  | Fast Lane             | Simon Stewart, Király Linda                             | 3:54  |
| 9.  | Dreaming              | Giovanni, Michael Whitwer, Király Linda                 | 4:44  |
| 10. | Tell It to the World  | Simon Stewart, Shawn Hollingsworth                      | 4:29  |
| 11. | És mégis              | Létray Ákos, Major Eszter                               | 4:33  |
| 12. | Másik igazság         | Presser Gábor, Sztevanovity Dusán                       | 4:00  |
| 13. | Crush                 | Simon Stewart                                           | 3:33  |
| 14. | That Day              | Simon Stewart                                           | 4:26  |
| 15. | Jumpin’ My Ride       | Errol Reid, Oliver Dommaschk, Marco Quast, Király Linda | 3:29  |
| 16. | Outro                 | Simon Stewart                                           | 0:32  |
| 17. | Szerelem utolsó vérig | Presser Gábor                                           | 4:43  |
| 18. | Clubsong              | Giovanni, Keresztes Linda, Király Linda, Pain           | 3:44  |